# Dircenna klugii
Dircenna klugii är en fjärilsart som beskrevs av Charles Andreas Geyer och Jacob Hübner 1837. Dircenna klugii ingår i släktet Dircenna och familjen praktfjärilar. Inga underarter finns listade i Catalogue of Life.